# Pacífico (Buenos Aires)
Pacífico es la denominación no oficial con la que es popularmente conocida una zona del barrio de Palermo de la Ciudad de Buenos Aires. Está ubicado en los alrededores del Puente Pacífico, que le da el nombre.
Aunque no es un barrio oficialmente reconocido, el uso cotidiano llevó a que se denominase Pacífico a la estación del Metrobús Juan B. Justo, construida en el lugar.

## Ubicación
Esta subzona abarca a lo largo de la avenida Santa Fe desde plaza Italia, el cruce con la avenida Juan B. Justo, ciertas partes de la avenida Luis María Campos y algunas cuadras aledañas.

## Origen del nombre
Debe su nombre, como se dijo, al Puente Pacífico, el cual a su vez es denominado de esa manera -también informalmente- por haber sido construido por el Ferrocarril Buenos Aires al Pacífico en 1912. Dado que "Ferrocarril" y "Buenos Aires" eran términos redundantes, en el habla cotidiana era denominado simplemente como "el Pacífico", de modo tal que el puente era señalada como "el puente del Pacífico". La necesidad de reducir espacio en los carteles de colectivos y tranvías posiblemente haya llevado a sintetizar la estructura como "Puente Pacífico".

## Características
La zona abarca los alrededores del Puente Pacífico, en donde el ferrocarril cruza la Avenida Santa Fe luego de salir de la estación elevada Palermo. Al lado de la estación se encuentra un edificio de ladrillo visto construido también por el Ferrocarril Buenos Aires al Pacífico con varios locales en su planta baja. En diagonal a la estación, cruzando hacia el noreste la Avenida Juan B. Justo (debajo de la cual corre entubado el Arroyo Maldonado) se encuentra el Regimiento 1° de Patricios.
Pocas cuadras más hacia el norte se encuentra el viaducto Carranza y la estación homónima del Ferrocarril Mitre. Aquí termina la sub-zona de "Pacífico". Hacia el otro lado se encuentra a pocas cuadras la Parroquia Sagrada Eucaristía y el amplio portón de La Rural. Existe, además, una feria de libros en medio de la calzada. Se considera que el sub-barrio termina al llegar a Plaza Italia.
En síntesis, es un sector principalmente de paso y de trasbordo, aunque existen locales comerciales y edificios residenciales. Hasta las obras de ampliación del Arroyo Maldonado, era una zona que solía anegarse los días de fuertes lluvias.